# Robert Renner
Robert Renner (ur. 8 marca 1994) – słoweński lekkoatleta, skoczek o tyczce. Medalista mistrzostw kraju w różnych kategoriach wiekowych.

## Osiągnięcia
| Rok  | Impreza                               | Miejsce        | Pozycja           | Wynik |
| ---- | ------------------------------------- | -------------- | ----------------- | ----- |
| 2011 | Mistrzostwa świata juniorów młodszych | Lille          | 1. miejsce        | 5,25  |
| 2011 | Olimpijski festiwal młodzieży Europy  | Trabzon        | 1. miejsce        | 5,31  |
| 2012 | Mistrzostwa świata juniorów           | Barcelona      | 5. miejsce        | 5,40  |
| 2013 | Halowe mistrzostwa Europy             | Göteborg       | el. – 16. miejsce | 5,50  |
| 2015 | Halowe mistrzostwa Europy             | Praga          | el. – 15. miejsce | 5,25  |
| 2015 | Młodzieżowe mistrzostwa Europy        | Tallinn        | 1. miejsce        | 5,55  |
| 2015 | Mistrzostwa świata                    | Pekin          | 13. miejsce       | 5,50  |
| 2016 | Mistrzostwa Europy                    | Amsterdam      | 3. miejsce        | 5,50  |
| 2016 | Igrzyska olimpijskie                  | Rio de Janeiro | el. – 22. miejsce | 5,45  |
| 2017 | II liga drużynowych mistrzostw Europy | Tel Awiw       | 2. miejsce        | 5,50  |
| 2021 | II liga drużynowych mistrzostw Europy | Stara Zagora   | 4. miejsce        | 4,90  |
| 2022 | Mistrzostwa świata                    | Eugene         | el. – 27. miejsce | 5,50  |
| 2022 | Mistrzostwa Europy                    | Monachium      | el. – 20. miejsce | 5,30  |
| 2023 | Halowe mistrzostwa Europy             | Stambuł        | el. – 16. miejsce | 5,20  |

## Rekordy życiowe
- Skok o tyczce (stadion) – 5,70 (2015) rekord Słowenii
- Skok o tyczce (hala) – 5,62 (2013) rekord Słowenii